# ビショップ・ロック

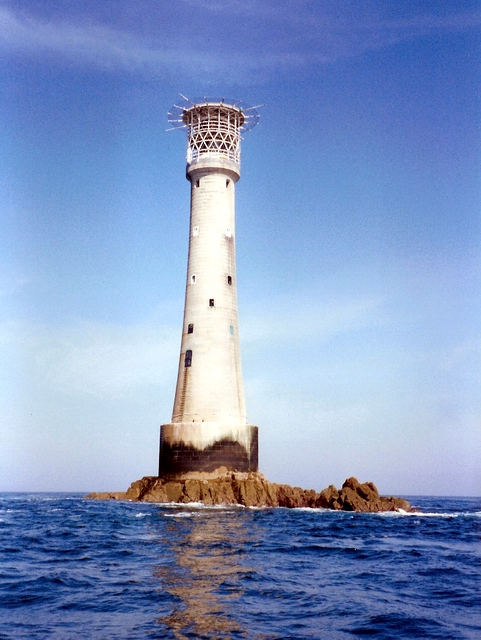
ビショップ・ロック

ビショップ・ロック（英: Bishop Rock、コーンウォール語: Men Ekskop）は大西洋上の非常に小さな岩礁。イギリスのコーンウォール半島から南西45kmに浮かぶシリー諸島の最西部に位置する。岩の大きさは長さ46m、幅16mである。岩の上に立つ灯台がよく知られている。
最初の鉄製の灯台は1847年に起工されたが、完成を待たずして流失した。今日の灯台は1858年に竣工し、同年9月1日に初めて点灯された。当初、灯台を訪れた者はランプ階と灯台基部の2か所に設置された巻き揚げ機を利用して降下し、離れて待機している連絡艇に向かったが、のちにヘリパッドが設置された。
ビショップ・ロックはまた、20世紀前半に海上輸送船が使っていた北大西洋航路の東端にある。西端はロウアー・ニューヨーク湾口である。これは、定期船が大西洋横断のスピード記録であるブルーリボン賞を競った航路であった。

## 歴史
13世紀後半、シリー諸島がジョン・デ・アレットとその妻イザベラの管轄下にあったとき、重罪で有罪となった者は皆「2つの大麦パンと水差しを持たせて海上のある岩に連行し、彼が海に飲み込まれるまで放置すべし」とされていた。1284年にMaen Escop、1302年にMaenenescopとして記されているのが岩についての最古の記録である。コーンウォール語で Men Eskop および Men an Eskop は「司教の石」を意味する。セント・アグネス島の西にある外側の岩礁もかつては Bishop（僧侶）と Clerk（学者）の名で知られていた。しかし、これらの類似した名前がいかにしてつけられたか詳細は知られていない。ありうべき説明としては、その岩の形が司教のミトラに似ているからというものである。
ビショップ・ロックの東にはウェスタン・ロックスとギルストーン岩礁があり、これらは1707年のシリー諸島沖の海難でクラウズリー・ショヴェル提督の艦船が難破した場所である。ショヴェル提督の遺体はシリー諸島で埋葬された後、アン女王の命によりイングランドに送還された。
記録に残る最古の難破は1839年で、帆船テオドリックが9月4日に濃霧に見舞われた。船は一般貨物を運んでモガドールからロンドンに向かっていた。1842年10月12日の早朝、リバプールからサンクトペテルブルクに向けて航行中であった600トン外輪船ブリガンドが沈没したが、乗組員は全員助かった。1901年には、フォークランドという名前のバーク船が岩にぶつかり、メインヤードが灯台にぶつかった。

## 灯台

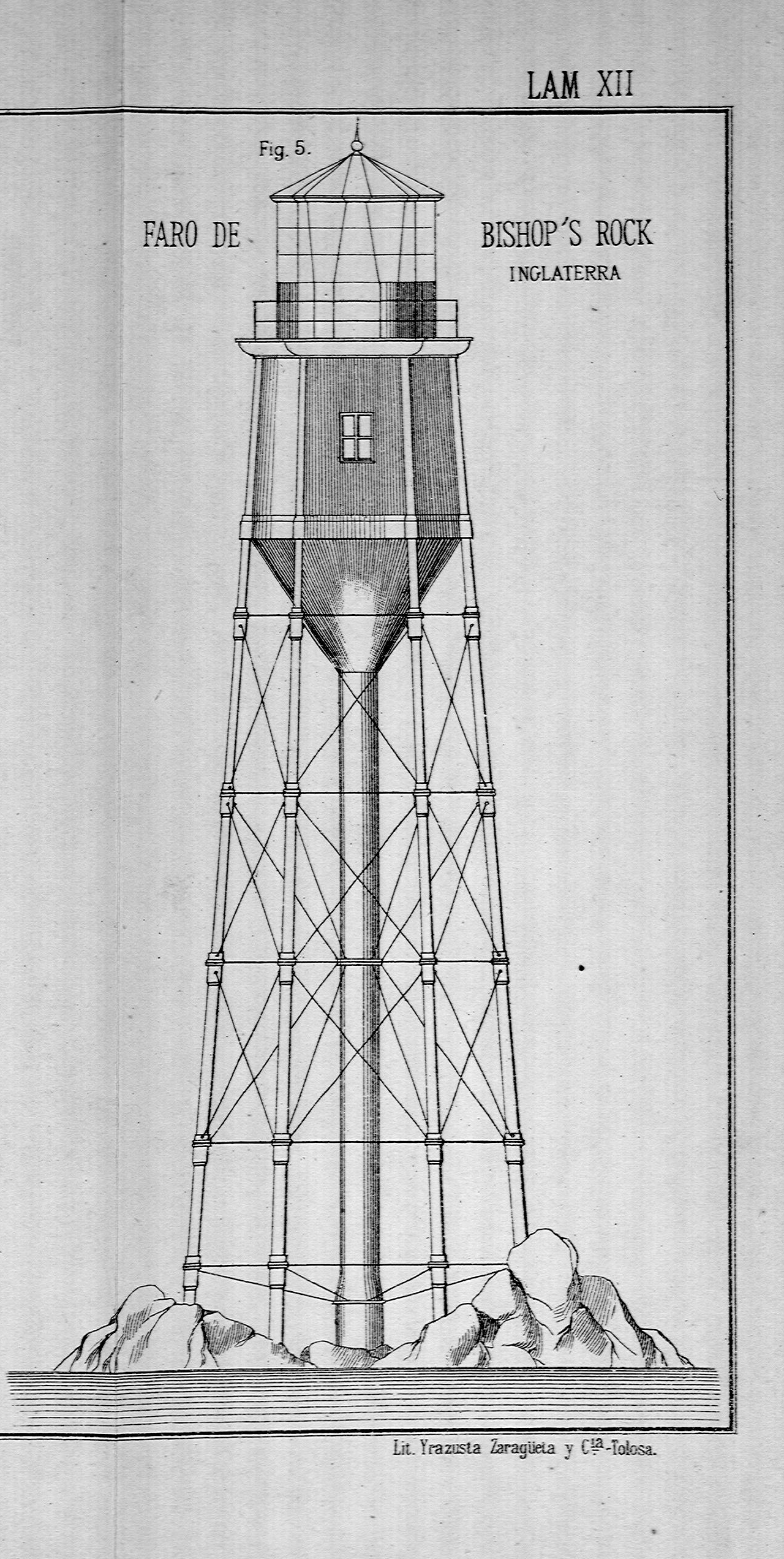
スクリューパイル式の初代灯台

コーンウォール公爵領測量監督による、コーンウォールにおける船舶輸送の危険性についての1818年の報告書は、シリー諸島の最西端の岩という地勢を考慮して、エディストーン灯台に似た灯台をビショップ・ロックに建設することを提案した。この計画は政府により検討され、技師のジョン・レニーが建築の申し出をした。政府はこの申し入れを受け入れなかったが、トリニティ・ハウスが灯台建設を視野に入れて1843年にビショップ・ロックを調査し、1847年に作業が開始された。技術監督のジェームズ・ウォーカーは、鉄脚の上の居住設備と照明から成る高さ37mの灯台設計を決めた。しかし、1850年2月5日の嵐で塔が流されたため、灯台はついに灯されなかった。
次なる試みとして、ジェームズ・ウォーカーは1851年に基礎の建設に着手した。この現場では数多くの困難に直面した。利用可能な土地面積が少なく、岩が傾斜しているために、礎石は最も低い大潮の水位より下に置かなければならなかった。常駐技師はニコラス・ダグラス父子で、最初はジェームズ、次はその息子のウィリアムが手伝った。多くの問題を抱えつつも、灯台は人命を失うことなく完成し、1858年9月1日に最初の光を放った。灯台には、ヘンリー・レポートによるカダディオプトリックの大きな第1等フレネルレンズが取り付けられていた。建設の総費用は34,559ポンドであった。300ポンドのフォグベルも付いていたが、1860年1月の嵐で流され、より大きなベルと交換されたのは1864年のことであった。

### 改修
1881年、ジェームズ・ニコラス・ダグラス卿は塔を視察し、巨大な花崗岩のブロックを岩にはめ込み、それらを灯台の上に蟻継ぎにすることで構造を補強する改修案を設計した。改修によって高さは12m増加した。作業は1882年に始まり、ダグラスの長男ウィリアム・ダグラスの監督のもと、1887年に完了した。改良された灯火は、18¼海里の光達距離を備えていた。この光学装置はチャンス兄弟が設計・製作したもので、2つの同一のライトとレンズアレイが上下に重ねて取り付けられた「二灯式」のものだった。改修後、灯台には爆発式の霧信号が設置された。霧天時、管理人は定期的に綿火薬を雷管と共にランタンのジブ型装置に取り付ける必要があった。爆発信号は1976年まで使用されていた。

### 現代
パラフィンランプは1973年まで稼働し、この年に灯火が電光に切り替えられた。船での上陸が困難であることから、トリニティ・ハウスは1976年に灯台の屋上にヘリパッドを作ることにした。同年には、エアホーンの霧信号が導入され、音響器が踊り場に取り付けられた。
1992年12月15日、灯台は完全自動化された。二灯式の光学装置の下半分は現役であるが、自動化に伴い上部は撤去され、ファルマスのコーンウォール国立海事博物館に展示されている。霧信号はこのときエアホーンから電気式に切り替えられ、2007年まで用いられた。
ジェームズ・ウォーカーの初代鉄製灯台が流失してからちょうど144年後の1994年2月5日、嵐によって入り口の砲金製のドアが大きく損傷し、付け替えを余儀なくされた。外されたドアも海事博物館に展示されている。

### 構造
ビショップ・ロック灯台は「灯台の王」と呼ばれることが多く、事実非常に印象的な建造物である。高さ49mのこの灯台は、エディストーン灯台とともにイングランドでは最高である。
灯台の内部は10階建てになっている。螺旋階段を下りて2階に達し、ドアから外付けの金属のはしごを降りて大きな基部に降りる。基部から別の金属製のはしごを使って、水線に続く石段へ行くことができる。
各階の構造は以下のようになっている。
- 1階 - 貯水タンク
- 2階 - 基部に出るための玄関
- 3階 - 倉庫（窓付き）
- 4階 - 第一燃料室（かつては灯火用に使われた）
- 5階 - 第二燃料室（窓付き）
- 6階 - リビングルーム（窓付き）
- 7階 - 寝室（窓付き）
- 8階 - 倉庫
- 9階 - サービスルーム
- 10階 - 灯火